# 庫庫擬翼項鰭鯰
庫庫擬翼項鰭鯰（學名：Pseudepapterus cucuhyensis），為輻鰭魚綱鯰形目項鰭鯰科的其中一種，為熱帶淡水魚類，分布於南美洲亞馬遜河及黑河流域，體長可達5.9公分，棲息在底層水域，生活習性不明。